# 小林友希
小林 友希（こばやし ゆうき、2000年7月18日 - ）は、兵庫県神戸市出身のプロサッカー選手。エクストラクラサ・ヤギエロニア・ビャウィストク所属。ポジションはディフェンダー（DF）。

## 来歴

### クラブ
ヴィッセル神戸のサッカースクール出身で当時から高身長、左利きということで注目されていた。スクールからアカデミーへ昇格後も順調に成長し2016年5月、高校1年生でトップチームに2種登録された。翌2017年も6月に2種登録され、天皇杯2試合でベンチ入りした。
2018年4月4日に行われたルヴァンカップの湘南ベルマーレ戦にてトップチーム公式戦に初出場した。4月15日、第8節の横浜F・マリノス戦でJ1リーグ初出場を果たした。2019年1月、トップチームに昇格することが発表された。
2019年7月30日、J2のFC町田ゼルビアに期限付きで移籍することが発表された。
加入からはCBの一角を務めゼルビアのJ2残留に大きく貢献した。
2020年1月6日、FC町田ゼルビアへの期限付き移籍満了と共に横浜FCへの期限付き移籍が発表された。9月23日、J1第18節のアウェー・川崎フロンターレ戦でプロ初ゴールを決めた。
2021年、ヴィッセル神戸に復帰。天皇杯3回戦の鈴鹿ポイントゲッターズ戦で復帰後初ゴールを決めるなど、リーグ戦22試合に出場。シーズン終了後にはベストヤングプレイヤーにノミネートされた。
2022年11月23日、スコットランドのセルティックへの完全移籍が発表された。セルティックとは5年契約を締結した。
2024年8月24日、リーガ・ポルトゥガル2のポルティモネンセSCに3年契約で完全移籍加入した。
2025年7月3日、ポーランド・エクストラクラサのヤギエロニア・ビャウィストクへ完全移籍。契約期間は3年で1年延長オプションが付帯している。また背番号4を着用することも発表された。

### 代表
年代別の日本代表では00年世代の主軸の一人としてU-16日本代表でAFC U-16選手権2016、U-17日本代表で2017 FIFA U-17ワールドカップなどに出場した。

## 所属クラブ
- 2010年 - 2012年 ヴィッセル神戸U-12（神戸市立美賀多台小学校）
- 2013年 - 2015年 ヴィッセル神戸U-15（神戸市立西神中学校）
- 2016年 - 2018年 ヴィッセル神戸U-18（神戸学院大学附属高等学校）
  - 2016年5月 - 2018年  ヴィッセル神戸（2種登録選手）
- 2019年 - 2022年  ヴィッセル神戸
  - 2019年7月 - 同年12月  FC町田ゼルビア（期限付き移籍）
  - 2020年  横浜FC（期限付き移籍）
- 2023年 - 2024年  セルティック
- 2024年 - 2025年  ポルティモネンセSC
- 2025年 -  ヤギエロニア・ビャウィストク

## 個人成績
| 国内大会個人成績 | 国内大会個人成績 | 国内大会個人成績 | 国内大会個人成績 | 国内大会個人成績 | 国内大会個人成績 | 国内大会個人成績 | 国内大会個人成績 | 国内大会個人成績 | 国内大会個人成績 | 国内大会個人成績 | 国内大会個人成績 |
| 年度             | クラブ           | 背番号           | リーグ           | リーグ戦         | リーグ戦         | リーグ杯         | リーグ杯         | オープン杯       | オープン杯       | 期間通算         | 期間通算         |
| 年度             | クラブ           | 背番号           | リーグ           | 出場             | 得点             | 出場             | 得点             | 出場             | 得点             | 出場             | 得点             |
| 日本             | 日本             | 日本             | 日本             | リーグ戦         | リーグ戦         | リーグ杯         | リーグ杯         | 天皇杯           | 天皇杯           | 期間通算         | 期間通算         |
| ---------------- | ---------------- | ---------------- | ---------------- | ---------------- | ---------------- | ---------------- | ---------------- | ---------------- | ---------------- | ---------------- | ---------------- |
| 2018             | 神戸             | 40               | J1               | 2                | 0                | 2                | 0                | 0                | 0                | 4                | 0                |
| 2019             | 神戸             | 40               | J1               | 0                | 0                | 1                | 0                | 0                | 0                | 1                | 0                |
| 2019             | 町田             | 40               | J2               | 15               | 0                | -                | -                | -                | -                | 15               | 0                |
| 2020             | 横浜FC           | 4                | J1               | 28               | 2                | 2                | 0                | -                | -                | 30               | 2                |
| 2021             | 神戸             | 3                | J1               | 22               | 0                | 8                | 0                | 2                | 1                | 32               | 1                |
| 2022             | 神戸             | 3                | J1               | 32               | 0                | 6                | 0                | 0                | 0                | 38               | 0                |
| スコットランド   | スコットランド   | スコットランド   | スコットランド   | リーグ戦         | リーグ戦         | S・リーグ杯      | S・リーグ杯      | スコティッシュ杯 | スコティッシュ杯 | 期間通算         | 期間通算         |
| 2022-23          | セルティック     | 18               | S・プレミア      | 5                | 0                | 0                | 0                | 2                | 0                | 7                | 0                |
| 2023-24          | セルティック     | 18               | S・プレミア      | 0                | 0                | 0                | 0                | 0                | 0                | 0                | 0                |
| ポルトガル       | ポルトガル       | ポルトガル       | ポルトガル       | リーグ戦         | リーグ戦         | リーグ杯         | リーグ杯         | ポルトガル杯     | ポルトガル杯     | 期間通算         | 期間通算         |
| 2024-25          | ポルティモネンセ | 13               | 2部              | 25               | 0                | 0                | 0                | 1                | 0                | 26               | 0                |
| 通算             | 日本             | 日本             | J1               | 84               | 2                | 19               | 0                | 2                | 1                | 105              | 3                |
| 通算             | 日本             | 日本             | J2               | 15               | 0                | -                | -                | -                | -                | 15               | 0                |
| 通算             | スコットランド   | スコットランド   | S・プレミア      | 5                | 0                | 0                | 0                | 2                | 0                | 7                | 0                |
| 通算             | ポルトガル       | ポルトガル       | 2部              | 25               | 0                | 0                | 0                | 1                | 0                | 26               | 0                |
| 総通算           | 総通算           | 総通算           | 総通算           | 129              | 2                | 19               | 0                | 5                | 1                | 153              | 3                |

| 国際大会個人成績 | 国際大会個人成績 | 国際大会個人成績 | 国際大会個人成績 | 国際大会個人成績 |
| 年度             | クラブ           | 背番号           | 出場             | 得点             |
| AFC              | AFC              | AFC              | ACL              | ACL              |
| ---------------- | ---------------- | ---------------- | ---------------- | ---------------- |
| 2022             | 神戸             | 3                | 8                | 0                |
| UEFA             | UEFA             | UEFA             | UEFA CL          | UEFA CL          |
| 2023-24          | セルティック     | 18               | 0                | 0                |
| 通算             | AFC              | AFC              | 8                | 0                |
| 通算             | UEFA             | UEFA             | 0                | 0                |

その他の国際公式戦
- 2022年
  - AFCチャンピオンズリーグ2022・プレーオフ 1試合0得点
- 2016年、2017年 2種登録選手としての公式戦出場は無し
- 2018年 2種登録選手として出場

## 代表歴
- U-15日本代表
  - AFC U-16選手権2016・予選（2015年）
  - バル・ド・マルヌ U-16国際親善トーナメント(2015年)
- U-16日本代表
  - SPORT FOR TOMORROW　日本・中央アジアU-16サッカー交流大会（2016年）
  - U-16インターナショナルドリームカップ（2016年）
  - AFC U-16選手権（2016年）
  - COPA UC 2016（2016年）
- U-17日本代表
  - サニックス杯国際ユースサッカー大会（2016年）
  - 国際ユースサッカーin新潟（2017年）
  - FIFA U-17ワールドカップ（2017年）
- U-19日本代表
  - U-19 International Tournament "Copa del Atlantico"（2018年）
  - インドネシア遠征（2018年）
  - ロシア遠征（2018年）
  - AFC U-19選手権（2018年）
  - ブラジル遠征（2018年）
- U-20日本代表
  - 欧州遠征（2019年）
  - FIFA U-20ワールドカップ（2019年）
- U-21日本代表
  - ドバイカップU-23（2018年）
- U-22日本代表
  - キリンチャレンジカップ（2019年）